# Mirko Sandić
Mirko Sandić (en serbe : Мирко Сандић, né le 9 mai 1942, mort le 24 décembre 2006) est un joueur de water-polo yougoslave (serbe), champion olympique en 1968.
- CIO
- International Swimming Hall of Fame
- Olympedia